# Puycelsi
Puycelsi (en occitan Puègcèlsi), connu sous la Révolution sous le nom de Puycelcy-la-Montagne, est une commune française située dans le département du Tarn, en région Occitanie. Sur le plan historique et culturel, la commune est dans le Gaillacois, un pays qui doit sa notoriété à la qualité de ses vins.
Exposée à un climat océanique altéré, elle est drainée par la Vère, le Tescounet, le ruisseau de Rô, le Montouyre et par divers autres petits cours d'eau. La commune possède un patrimoine naturel remarquable : trois sites Natura 2000 (la « forêt de la Grésigne », les « gorges de l'Aveyron, causses proches et vallée de la Vère » et la « forêt de Grésigne et environs ») et quatre zones naturelles d'intérêt écologique, faunistique et floristique.

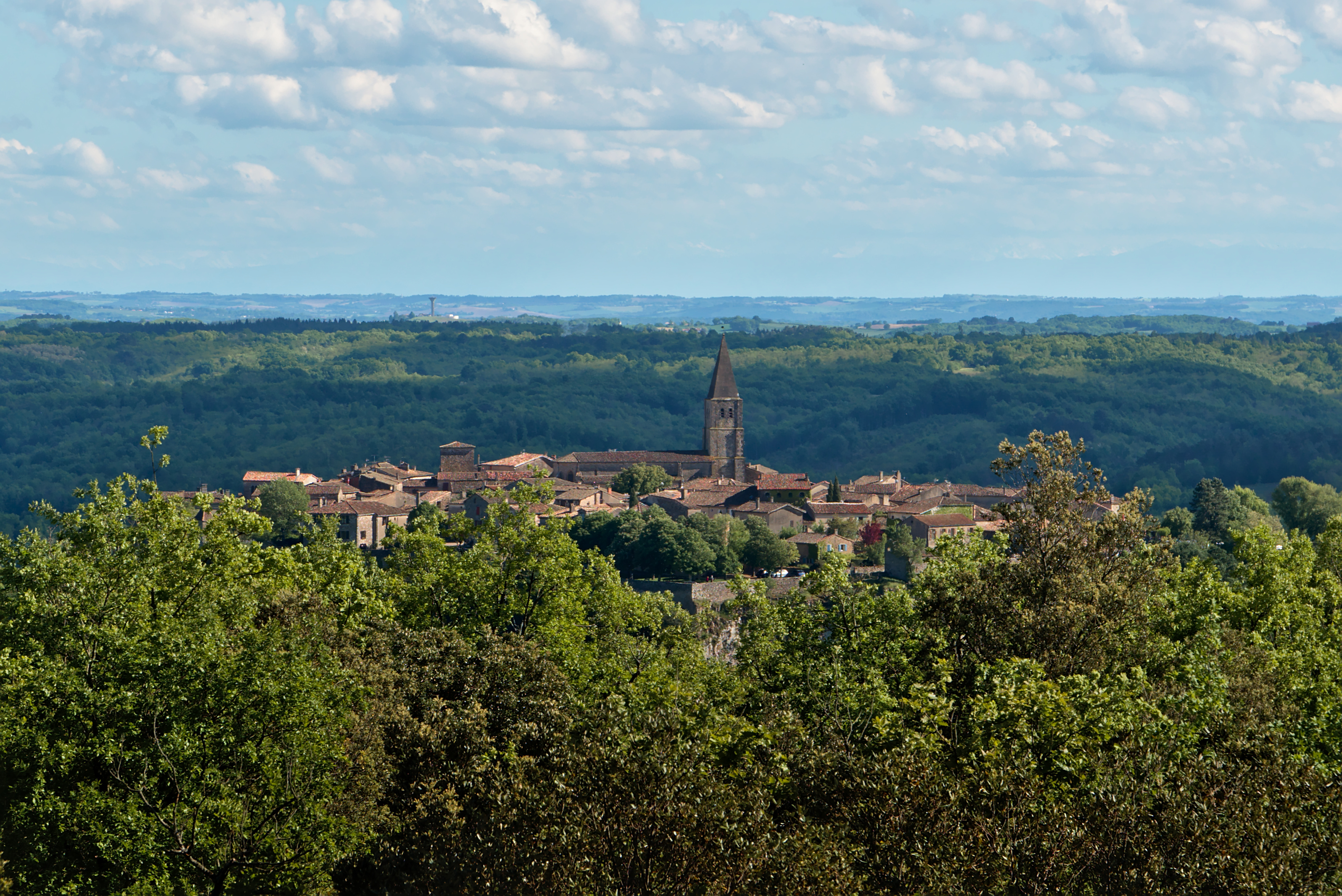
Le village vu du nord.

Puycelsi est une commune rurale qui compte 458 habitants en 2022, après avoir connu un pic de population de 2 206 habitants en 1846. Ses habitants sont appelés les Puycelsiens ou  Puycelsiennes.

## Géographie

### Localisation
Puycelsi est limitrophe du département de Tarn-et-Garonne, et elle est située à proximité de la forêt domaniale de la Grésigne. La commune se situe dans le nord-ouest du département du Tarn, à 20 km au nord-ouest de Gaillac et à 29 km à l'est de Montauban.

### Communes limitrophes
Puycelsi est limitrophe de sept autres communes, dont deux du département de Tarn-et-Garonne.
Les communes limitrophes sont  Castelnau-de-Montmiral, La Sauzière-Saint-Jean, Larroque, Lisle-sur-Tarn, Monclar-de-Quercy, Puygaillard-de-Quercy et Salvagnac.
| Puygaillard-de-Quercy (Tarn-et-Garonne) | Larroque  |                        |
| Monclar-de-Quercy (Tarn-et-Garonne)     | Puycelsi  | Castelnau-de-Montmiral |
| La Sauzière-Saint-Jean                  | Salvagnac | Lisle-sur-Tarn         |

### Voies de communication et transports
Aucun service de transport en commun ne dessert la commune. La gare la plus proche est la gare de Gaillac.

### Hydrographie

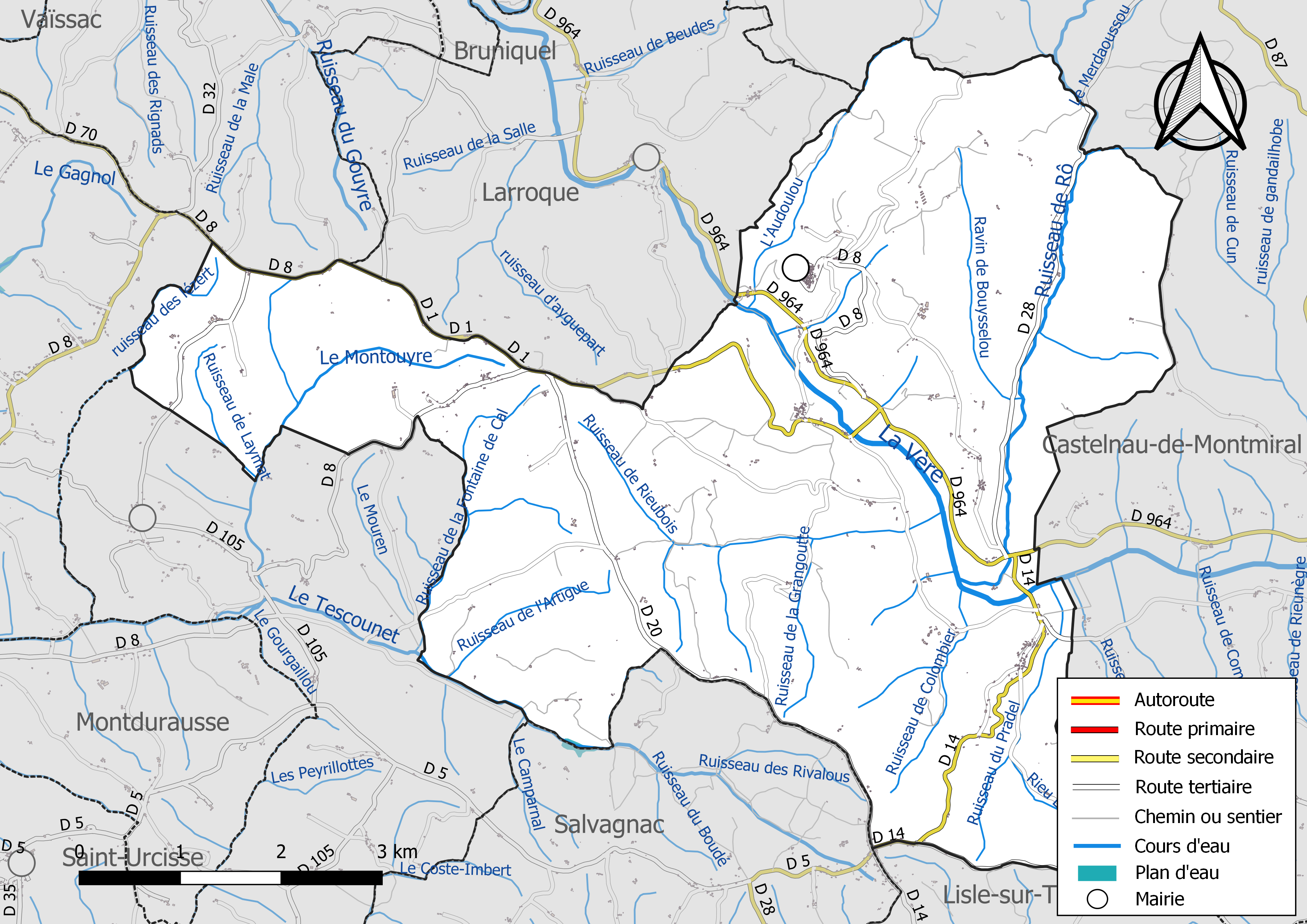
Réseaux hydrographique et routier de Puycelsi.

La commune est dans le bassin de la Garonne, au sein du bassin hydrographique Adour-Garonne. Elle est drainée par la Vère, le Tescounet, le ruisseau de Rô, le Montouyre, l'Audoulou, le Merdaoussou, le Mouren, le ravin de Bouysselou, Rieu Long, le ruisseau de Colombier, le ruisseau de Combe Crabe, le ruisseau de Garnabach, le ruisseau de la Fontaine de Cal, le ruisseau de la Grangoutte, qui constituent un réseau hydrographique de 53 km de longueur totale,.
La Vère, d'une longueur totale de 53,2 km, prend sa source dans la commune du Le Garric et s'écoule d'ouest en est. Elle traverse la commune et se jette dans l'Aveyron à Bruniquel, après avoir traversé 15 communes.
Le Tescounet, d'une longueur totale de 21,7 km, prend sa source dans la commune de Salvagnac et s'écoule d'est en ouest. Il traverse la commune et se jette dans le Tescou à Saint-Nauphary, après avoir traversé 8 communes.
Le ruisseau de Rô, d'une longueur totale de 13,6 km, prend sa source dans la commune de Castelnau-de-Montmiral et s'écoule vers le sud. Il se jette dans le Tarn sur le territoire communal.

### Climat
Pour des articles plus généraux, voir Climat de l'Occitanie et Climat du Tarn.
En 2010, le climat de la commune est de type climat du Bassin du Sud-Ouest, selon une étude du Centre national de la recherche scientifique s'appuyant sur une série de données couvrant la période 1971-2000. En 2020, Météo-France publie une typologie des climats de la France métropolitaine dans laquelle la commune est exposée à un climat océanique altéré et est dans la région climatique Aquitaine, Gascogne, caractérisée par une pluviométrie abondante au printemps, modérée en automne, un faible ensoleillement au printemps, un été chaud (19,5 °C), des vents faibles, des brouillards fréquents en automne et en hiver et des orages fréquents en été (15 à 20 jours).
Pour la période 1971-2000, la température annuelle moyenne est de 12,8 °C, avec une amplitude thermique annuelle de 15,8 °C. Le cumul annuel moyen de précipitations est de 851 mm, avec 10,2 jours de précipitations en janvier et 5,9 jours en juillet. Pour la période 1991-2020, la température moyenne annuelle observée sur la station météorologique installée sur la commune est de 13,2 °C et le cumul annuel moyen de précipitations est de 740,4 mm. 
La température maximale relevée sur cette station est de 41,9 °C, atteinte le 24 août 2023 ; la température minimale est de −11,7 °C, atteinte le 8 février 2012,,.
| Mois                                  | jan.           | fév.           | mars           | avril         | mai           | juin          | jui.          | août          | sep.          | oct.          | nov.          | déc.          | année      |
| ------------------------------------- | -------------- | -------------- | -------------- | ------------- | ------------- | ------------- | ------------- | ------------- | ------------- | ------------- | ------------- | ------------- | ---------- |
| Température minimale moyenne (°C)     | 2,1            | 1,5            | 4,1            | 7             | 10,1          | 13,7          | 15,5          | 15,1          | 12,3          | 9,7           | 5,6           | 2,4           | 8,3        |
| Température moyenne (°C)              | 5,4            | 5,9            | 9              | 12,4          | 15,4          | 19,4          | 21,6          | 21,3          | 18,3          | 14,5          | 9,3           | 5,8           | 13,2       |
| Température maximale moyenne (°C)     | 8,6            | 10,2           | 13,9           | 17,7          | 20,8          | 25,2          | 27,7          | 27,4          | 24,4          | 19,2          | 12,9          | 9,3           | 18,1       |
| Record de froid (°C) date du record   | −10,3 11.01.10 | −11,7 08.02.12 | −11,4 01.03.05 | −2,4 03.04.22 | 0,1 05.05.19  | 5,6 05.06.14  | 9 04.07.08    | 7,7 31.08.06  | 3 16.09.08    | −3,8 25.10.03 | −8,1 18.11.07 | −9,8 26.12.10 | −11,7 2012 |
| Record de chaleur (°C) date du record | 17,2 05.01.18  | 22,9 27.02.19  | 25,1 29.03.23  | 29,9 29.04.05 | 32,7 18.05.22 | 38,6 17.06.22 | 38,3 17.07.22 | 41,9 24.08.23 | 35,4 03.09.05 | 33,8 01.10.23 | 23,3 07.11.15 | 19,4 31.12.21 | 41,9 2023  |
| Précipitations (mm)                   | 73,4           | 48,4           | 70,8           | 75,4          | 84,5          | 53,5          | 37            | 54,6          | 43,2          | 64,5          | 66,9          | 68,2          | 740,4      |

| Diagramme climatique                                  |             |             |           |              |              |            |              |              |             |             |            |
| J                                                     | F           | M           | A         | M            | J            | J          | A            | S            | O           | N           | D          |
| 8,62,173,4                                            | 10,21,548,4 | 13,94,170,8 | 17,7775,4 | 20,810,184,5 | 25,213,753,5 | 27,715,537 | 27,415,154,6 | 24,412,343,2 | 19,29,764,5 | 12,95,666,9 | 9,32,468,2 |
| Moyennes : • Temp. maxi et mini °C • Précipitation mm |             |             |           |              |              |            |              |              |             |             |            |

Les paramètres climatiques de la commune ont été estimés pour le milieu du siècle (2041-2070) selon différents scénarios d'émission de gaz à effet de serre à partir des nouvelles projections climatiques de référence DRIAS-2020. Ils sont consultables sur un site dédié publié par Météo-France en novembre 2022.

### Milieux naturels et biodiversité

#### Réseau Natura 2000

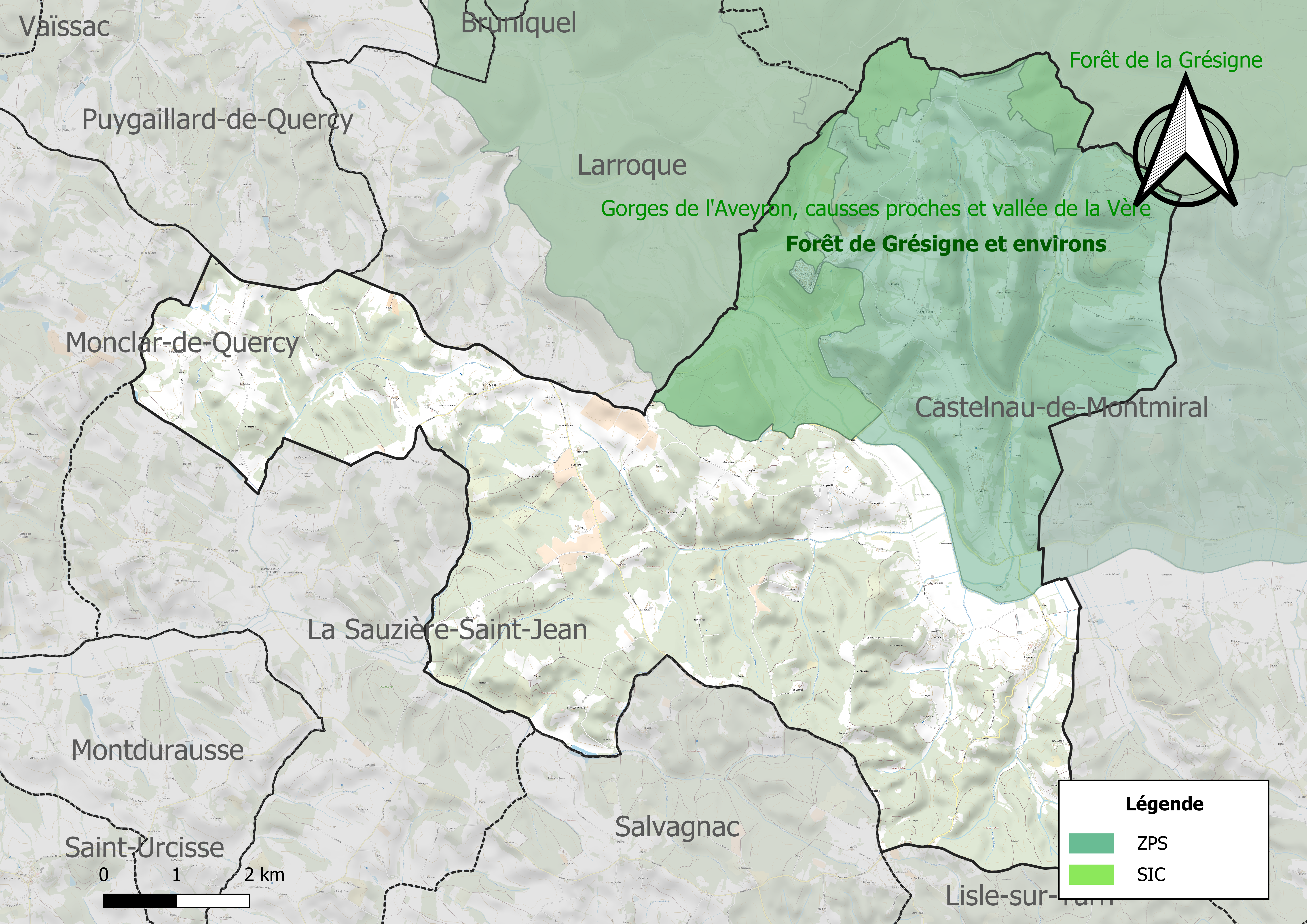
Sites Natura 2000 sur le territoire communal.

Le réseau Natura 2000 est un réseau écologique européen de sites naturels d'intérêt écologique élaboré à partir des directives habitats et oiseaux, constitué de zones spéciales de conservation (ZSC) et de zones de protection spéciale (ZPS).
Deux sites Natura 2000 ont été définis sur la commune au titre de la directive habitats :
- la « forêt de la Grésigne », d'une superficie de 3 604 ha, un site présentant une exceptionnelle richesse entomologique qui place cette forêt au troisième rang européen en nombre absolu de coléoptères (2 380 espèces recensées), derrière la forêt de Fontainebleau, et la réserve de Bialowecja[17] ;
- les « gorges de l'Aveyron, causses proches et vallée de la Vère », d'une superficie de 11 660 ha, un ensemble de plusieurs grands espaces et milieux, caractérisé par une grande vallée dominée par de grandes falaises, des pentes à pelouses sèches et des plateaux secs, quelques petites vallées encaissées et surtout de nombreuses cavités naturelles riches en chiroptères. De nombreuses pelouses sèches abritent de belles stations à orchidées[18] ;

et un au titre de la directive oiseaux : 
- la « forêt de Grésigne et environs », d'une superficie de 27 701 ha, un site où onze espèces de l'annexe 1 se reproduisent régulièrement sur le site, parmi lesquelles sept espèces de rapaces (dont le Faucon pèlerin et le Grand-Duc d'Europe)[19].

#### Zones naturelles d'intérêt écologique, faunistique et floristique
L’inventaire des zones naturelles d'intérêt écologique, faunistique et floristique (ZNIEFF) a pour objectif de réaliser une couverture des zones les plus intéressantes sur le plan écologique, essentiellement dans la perspective d’améliorer la connaissance du patrimoine naturel national et de fournir aux différents décideurs un outil d’aide à la prise en compte de l’environnement dans l’aménagement du territoire.
Deux ZNIEFF de type 1 sont recensées sur la commune :
la « forêt de Grésigne » (4 019 ha), couvrant 7 communes du département, et 
la « forêt de Sivens » (1 409 ha), couvrant 3 communes du département
et deux ZNIEFF de type 2, : 
- la « forêt de Grésigne et environs » (18 733 ha), couvrant 21 communes dont 17 dans le Tarn et quatre dans le Tarn-et-Garonne[23] ;
- la « forêt de Sivens et coteaux boisés alentours [sic] » (5 385 ha), couvrant 5 communes du département[24].

Carte des ZNIEFF de type 1 et 2 à Puycelsi.
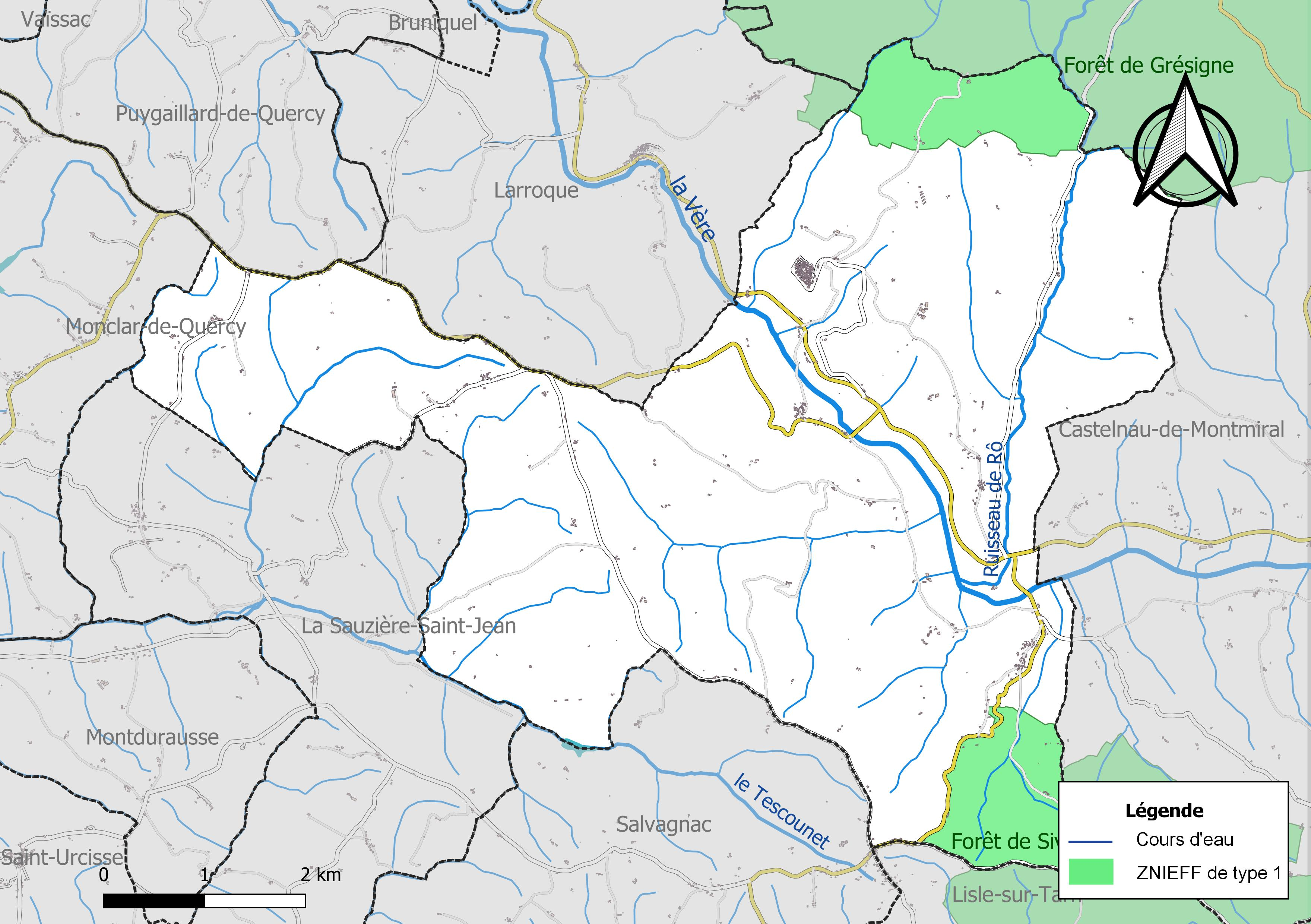
Carte des ZNIEFF de type 1 sur la commune.
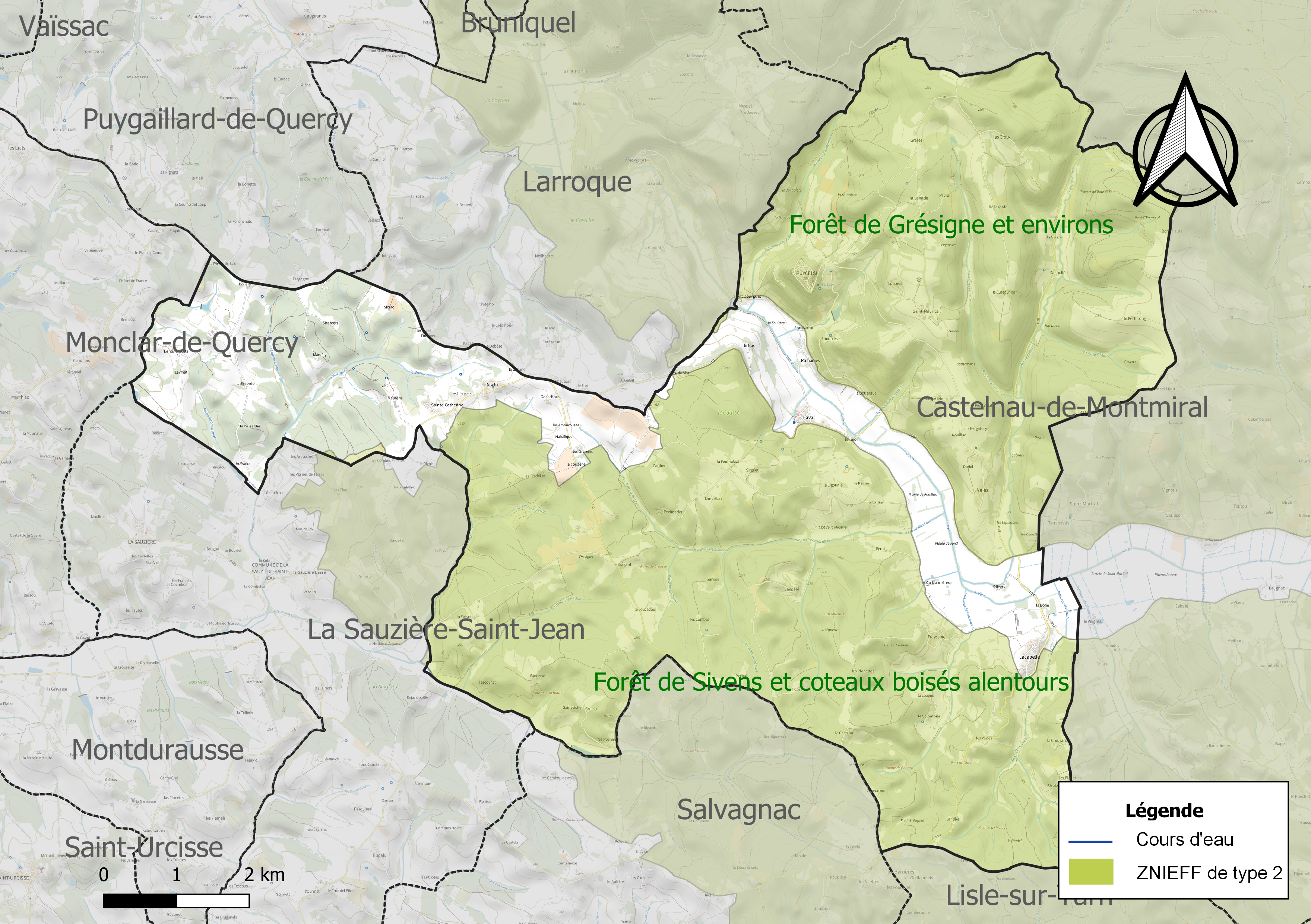
Carte des ZNIEFF de type 2 sur la commune.

## Urbanisme

### Typologie
Au 1er janvier 2024, Puycelsi est catégorisée commune rurale à habitat très dispersé, selon la nouvelle grille communale de densité à sept niveaux définie par l'Insee en 2022.
Elle est située hors unité urbaine et hors attraction des villes,.

### Occupation des sols
L'occupation des sols de la commune, telle qu'elle ressort de la base de données européenne d’occupation biophysique des sols Corine Land Cover (CLC), est marquée par l'importance des forêts et milieux semi-naturels (58,6 % en 2018), en diminution par rapport à 1990 (63,2 %). La répartition détaillée en 2018 est la suivante : 
forêts (58,6 %), zones agricoles hétérogènes (18,2 %), prairies (15,2 %), terres arables (7,3 %), cultures permanentes (0,8 %). L'évolution de l’occupation des sols de la commune et de ses infrastructures peut être observée sur les différentes représentations cartographiques du territoire : la carte de Cassini (XVIIIe siècle), la carte d'état-major (1820-1866) et les cartes ou photos aériennes de l'IGN pour la période actuelle (1950 à aujourd'hui).

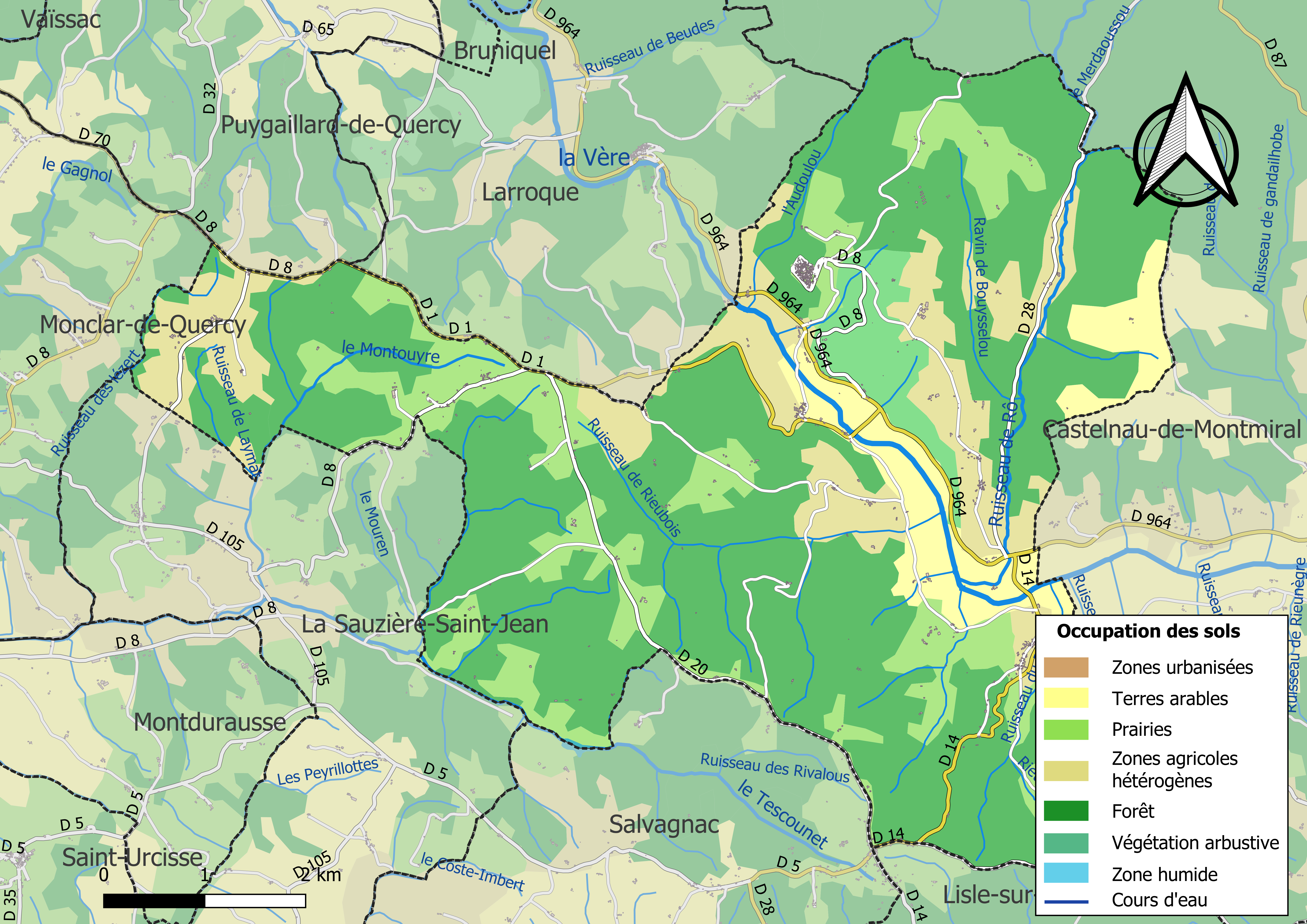
Carte des infrastructures et de l'occupation des sols de la commune en 2018 (CLC).

### Risques majeurs
Le territoire de la commune de Puycelsi est vulnérable à différents aléas naturels : météorologiques (tempête, orage, neige, grand froid, canicule ou sécheresse), inondations, feux de forêts, mouvements de terrains et séisme (sismicité très faible). Il est également exposé à un risque technologique,  le transport de matières dangereuses, et à un risque particulier : le risque de radon. Un site publié par le BRGM permet d'évaluer simplement et rapidement les risques d'un bien localisé soit par son adresse soit par le numéro de sa parcelle.

#### Risques naturels
Certaines parties du territoire communal sont susceptibles d’être affectées par le risque d’inondation par débordement de cours d'eau, notamment la Vère, le Tescounet et le ruisseau de Rô. La cartographie des zones inondables en ex-Midi-Pyrénées réalisée dans le cadre du XIe Contrat de plan État-région, visant à informer les citoyens et les décideurs sur le risque d’inondation, est accessible sur le site de la DREAL Occitanie. La commune a été reconnue en état de catastrophe naturelle au titre des dommages causés par les inondations et coulées de boue survenues en 1982,.
Puycelsi est exposée au risque de feu de forêt. En 2022, il n'existe pas de Plan de Prévention des Risques incendie de forêt (PPRif). Le débroussaillement aux abords des maisons constitue l’une des meilleures protections pour les particuliers contre le feu,.

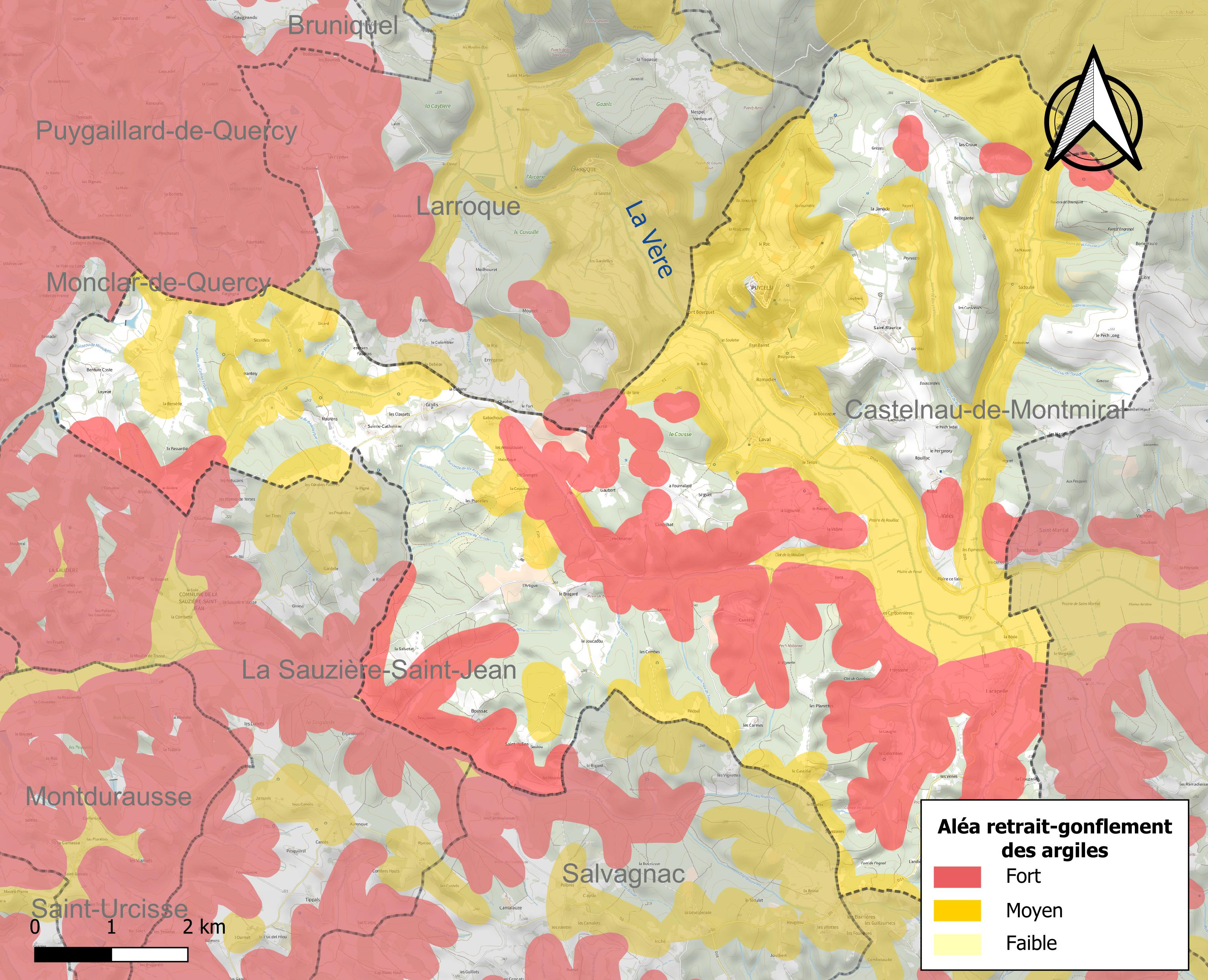
Carte des zones d'aléa retrait-gonflement des sols argileux de Puycelsi.

La commune est vulnérable au risque de mouvements de terrains constitué principalement du retrait-gonflement des sols argileux. Cet aléa est susceptible d'engendrer des dommages importants aux bâtiments en cas d’alternance de périodes de sécheresse et de pluie. 58,5 % de la superficie communale est en aléa moyen ou fort (76,3 % au niveau départemental et 48,5 % au niveau national). Sur les 399 bâtiments dénombrés sur la commune en 2019, 266 sont en aléa moyen ou fort, soit 67 %, à comparer aux 90 % au niveau départemental et 54 % au niveau national. Une cartographie de l'exposition du territoire national au retrait gonflement des sols argileux est disponible sur le site du BRGM,.
Par ailleurs, afin de mieux appréhender le risque d’affaissement de terrain, l'inventaire national des cavités souterraines permet de localiser celles situées sur la commune.

#### Risques technologiques
Le risque de transport de matières dangereuses sur la commune est lié à sa traversée par des infrastructures routières ou ferroviaires importantes ou la présence d'une canalisation de transport d'hydrocarbures. Un accident se produisant sur de telles infrastructures est susceptible d’avoir des effets graves sur les biens, les personnes ou l'environnement, selon la nature du matériau transporté. Des dispositions d’urbanisme peuvent être préconisées en conséquence.

#### Risque particulier
Dans plusieurs parties du territoire national, le radon, accumulé dans certains logements ou autres locaux, peut constituer une source significative d’exposition de la population aux rayonnements ionisants. Certaines communes du département sont concernées par le risque radon à un niveau plus ou moins élevé. Selon la classification de 2018, la commune de Puycelsi est classée en zone 3, à savoir zone à potentiel radon significatif.

## Toponymie
Attestée sous la forme de podio celso en 1259. Sous l'Ancien Régime, Puicelcy-en-Albigeois [Archives consulaires et municipales jusqu'à la fin du Second Empire]
Ce toponyme est purement latin : « podium » signifie « hauteur, colline » et donne puy ou pé ou pech, puech (et variantes) suivant la région. La deuxième partie 'celsus' signifie « élevé ».
Puycelsi est donc une « colline, hauteur élevée ».

## Histoire
La ville est fondée au Xe siècle par les moines bénédictins de l'abbaye d'Aurillac, à proximité d'un ancien site préhistorique.
Lieu convoité, elle subit plusieurs sièges, en particulier par Simon de Montfort durant la croisade des Albigeois (1211-1213). Le château fut démantelé à l'occasion du traité de Meaux en 1229, et ses ruines furent déblayées en 1830 pour aménager la place actuelle du Grand Saint-Roch.
La ville fut aussi assiégée par les pastoureaux en 1320 et par les Anglais en 1386 (guerre de Cent Ans). Elle ne fut jamais prise de force.
En 1791, les localités et paroisses de Saint-Nazaire-de-Larroque, de Saint-Martin-d'Urbens et de Notre-Dame-de-Mespel sont détachées du territoire de Puycelsi pour former la commune de Larroque. Le village, chef-lieu de commune, est jusqu'en 1850 un lieu prospère avec presque 800 habitants. La population totale de la commune comprenant les hameaux des anciennes paroisses de Laval, Saint-Catherine, Lacapelle, Saint-Julien, s'élevait à 2 450 habitants. La Première Guerre mondiale et l'exode rural entre les deux guerres l'ont rendu exsangue. Quasiment abandonné dans les années 1950, le village, qui bénéficia de l'adduction d'eau en 1960 seulement, fut restauré par des résidents secondaires qui remirent en état la plupart de ses maisons.
Lors de l'été et l'automne 1940, l'Allemagne nazie décide d'expulser des milliers de Mosellans et d'Alsaciens à la suite de l'annexion de leurs départements. 18 familles représentant 70 habitants s'installent à Puicelsy qui compte alors 96 habitants pour 280 maisons. Une école lorraine y est créée.
Dans le contexte de la fin de la guerre d'Algérie, un hameau de forestage a été construit en 1962 à l’écart de la ville, au lieu-dit la Janade, à destination de familles de harkis. Transformé par la suite en village de vacances, il est devenu aujourd'hui un hameau résidentiel.
Actuellement, la population permanente du village de Puycelsi comprend 98 habitants dont 30 % d'étrangers (Anglais, Belges, Néerlandais, Canadiens...). Puycelsi est composée de 499 habitants (recensement publié en 2012), avec une densité de 12,73 personnes par km2.

## Héraldique
| Puycelsi | Son blasonnement est : D'azur au château donjonné de trois tourelles d'argent. |

## Politique et administration
| Période                                  | Période       | Identité           | Étiquette | Qualité                    |
| ---------------------------------------- | ------------- | ------------------ | --------- | -------------------------- |
| mars 1985                                | mars 2001     | Claude Bouyssières | PS        | Conseiller général du Tarn |
| mars 2001                                | mars 2014     | Henry Féral        |           |                            |
| mars 2014                                | décembre 2021 | Claude Labranque   |           |                            |
| février 2022                             | En cours      | Jacques Vigouroux  |           |                            |
| Les données manquantes sont à compléter. |               |                    |           |                            |

## Démographie
L'évolution du nombre d'habitants est connue à travers les recensements de la population effectués dans la commune depuis 1793. Pour les communes de moins de 10 000 habitants, une enquête de recensement portant sur toute la population est réalisée tous les cinq ans, les populations de référence des années intermédiaires étant quant à elles estimées par interpolation ou extrapolation. Pour la commune, le premier recensement exhaustif entrant dans le cadre du nouveau dispositif a été réalisé en 2004.

En 2022, la commune comptait 458 habitants, en évolution de +2,23 % par rapport à 2016 (Tarn : +2,52 %, France hors Mayotte : +2,11 %).
| 1793  | 1800  | 1806  | 1821  | 1831  | 1836  | 1841  | 1846  | 1851  |
| ----- | ----- | ----- | ----- | ----- | ----- | ----- | ----- | ----- |
| 1 520 | 1 520 | 1 730 | 1 876 | 2 026 | 2 082 | 2 153 | 2 206 | 2 145 |

| 1856  | 1861  | 1866  | 1872  | 1876  | 1881  | 1886  | 1891  | 1896  |
| ----- | ----- | ----- | ----- | ----- | ----- | ----- | ----- | ----- |
| 2 137 | 2 085 | 2 131 | 1 868 | 1 833 | 1 739 | 1 716 | 1 596 | 1 594 |

| 1901  | 1906  | 1911  | 1921 | 1926 | 1931 | 1936 | 1946 | 1954 |
| ----- | ----- | ----- | ---- | ---- | ---- | ---- | ---- | ---- |
| 1 443 | 1 215 | 1 097 | 844  | 798  | 796  | 770  | 664  | 650  |

| 1962 | 1968 | 1975 | 1982 | 1990 | 1999 | 2004 | 2006 | 2009 |
| ---- | ---- | ---- | ---- | ---- | ---- | ---- | ---- | ---- |
| 503  | 535  | 480  | 442  | 453  | 495  | 494  | 493  | 488  |

| 2014 | 2019 | 2022 | - | - | - | - | - | - |
| ---- | ---- | ---- | - | - | - | - | - | - |
| 453  | 452  | 458  | - | - | - | - | - | - |

## Économie

### Revenus
En 2018, la commune compte 221 ménages fiscaux, regroupant 451 personnes. La médiane du revenu disponible par unité de consommation est de 19 070 € (20 400 € dans le département).

### Emploi
|                | 2008  | 2013   | 2018   |
| -------------- | ----- | ------ | ------ |
| Commune        | 6,5 % | 13,1 % | 14,3 % |
| Département    | 8,2 % | 9,9 %  | 10 %   |
| France entière | 8,3 % | 10 %   | 10 %   |

En 2018, la population âgée de 15 à 64 ans s'élève à 257 personnes, parmi lesquelles on compte 76,7 % d'actifs (62,4 % ayant un emploi et 14,3 % de chômeurs) et 23,3 % d'inactifs,. En  2018, le taux de chômage communal (au sens du recensement) des 15-64 ans est supérieur à celui du département et de la France, alors qu'en 2008 la situation était inverse.
La commune est hors attraction des villes,. Elle compte 106 emplois en 2018, contre 127 en 2013 et 118 en 2008. Le nombre d'actifs ayant un emploi résidant dans la commune est de 170, soit un indicateur de concentration d'emploi de 62,4 % et un taux d'activité parmi les 15 ans ou plus de 51,1 %.
Sur ces 170 actifs de 15 ans ou plus ayant un emploi, 70 travaillent dans la commune, soit 41 % des habitants. Pour se rendre au travail, 73,5 % des habitants utilisent un véhicule personnel ou de fonction à quatre roues, 2,4 % les transports en commun, 7,1 % s'y rendent en deux-roues, à vélo ou à pied et 17,1 % n'ont pas besoin de transport (travail au domicile).

### Activités hors agriculture

#### Secteurs d'activités
59 établissements sont implantés  à Puycelsi au 31 décembre 2019. Le tableau ci-dessous en détaille le nombre par secteur d'activité et compare les ratios avec ceux du département,.
| Secteur d'activité                                                                                        | Commune | Commune | Département |
| Secteur d'activité                                                                                        | Nombre  | %       | %           |
| --- | ------- | ------- | ----------- |
| Ensemble                                                                                                  | 59      |         |             |
| Industrie manufacturière, industries extractives et autres                                                | 14      | 23,7 %  | (13 %)      |
| Construction                                                                                              | 12      | 20,3 %  | (12,5 %)    |
| Commerce de gros et de détail, transports, hébergement et restauration                                    | 16      | 27,1 %  | (26,7 %)    |
| Information et communication                                                                              | 1       | 1,7 %   | (2,1 %)     |
| Activités immobilières                                                                                    | 1       | 1,7 %   | (4,2 %)     |
| Activités spécialisées, scientifiques et techniques et activités de services administratifs et de soutien | 6       | 10,2 %  | (13,8 %)    |
| Administration publique, enseignement, santé humaine et action sociale                                    | 4       | 6,8 %   | (15,5 %)    |
| Autres activités de services                                                                              | 5       | 8,5 %   | (9 %)       |

Le secteur du commerce de gros et de détail, des transports, de l'hébergement et de la restauration est prépondérant sur la commune puisqu'il représente 27,1 % du nombre total d'établissements de la commune (16 sur les 59 entreprises implantées  à Puycelsi), contre 26,7 % au niveau départemental.

#### Entreprises et commerces
Les cinq entreprises ayant leur siège social sur le territoire communal qui génèrent le plus de chiffre d'affaires en 2020 sont : 
- Fontanilles TP, travaux de terrassement courants et travaux préparatoires (2 206 k€) ;
- SARL Epicerie De Puycelsi, commerce d'alimentation générale (184 k€) ;
- SARL La Boutic De La Gresigne, commerce d'alimentation générale (134 k€) ;
- Cabrera-Souchay, restauration de type rapide (126 k€) ;
- Camping Le Fiscalou, terrains de camping et parcs pour caravanes ou véhicules de loisirs (105 k€).

### Agriculture
Le nombre d'exploitations agricoles en activité et ayant leur siège dans la commune est de 18 lors du recensement agricole de 2020 et la surface agricole utilisée de 887 ha,.

## Culture et patrimoine

### Lieux et monuments
- Remparts du XIVe siècle. La porte de l'Irissou possède un double système de défense. Elle se trouve à proximité de la tour de la prison ; le tout surplombe les lices.
- Église Notre-Dame de Laval.
- Église Sainte-Catherine de Sainte-Catherine.
- Église Saint-Jacques de Lacapelle.
- Église Saint-Maurice de Puycelsi.
- Chapelle Saint-Roch de Puycelsi 1703.
- Chapelle Saint-Julien-le-Vieux de Puycelsi.
- Château des capitaines-gouverneurs XVe siècle.
- Chapelle Saint-James, annexe de la commanderie des Templiers de Vaour de Puycelsi.
- Nombreuses maisons des XVe et XVIe siècles dont la mairie.
- Église Saint-Corneille de Puycels des XIVe et XVe siècles de style gothique méridional avec une seule nef, avec un retable de 1689, restauré en 1985 et d'autres mobiliers classés (pietà du XVe siècle, Christ phylactère en bois...). L'édifice a été inscrit au titre des monuments historiques en 2018[46].
- Au pied du village, verger-conservatoire régional créé par le département du Tarn en 1986 pour contribuer à la sauvegarde de 800 espèces d'arbres fruitiers traditionnelles et menacées (pommiers, poiriers, pruniers et cerisiers).
- À partir du village (altitude : 299 mètres), le sentier du Patrimoine, aménagé en 1987, est composé de plusieurs boucles de la vallée de l'Audoulou jusqu'au massif de Montoulieu en forêt de Grésigne (altitude 498 mètres).
- À l'ouest du village, au-dessous des éboulis de la falaise du Rouzet, site moustérien fouillé au cours des années 1975-1987 sous la direction de André Tavoso.

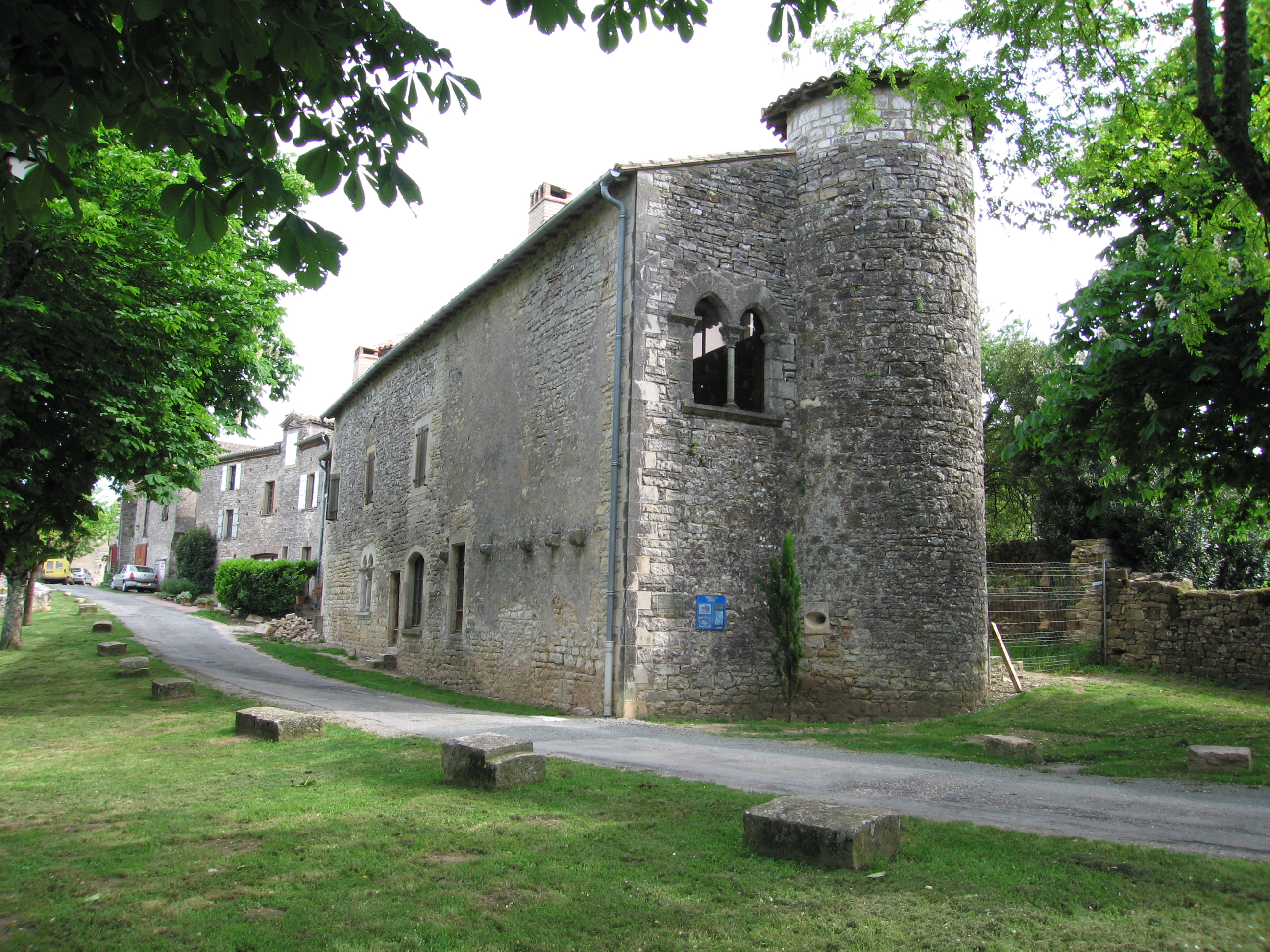
Château des capitaines-gouverneurs.
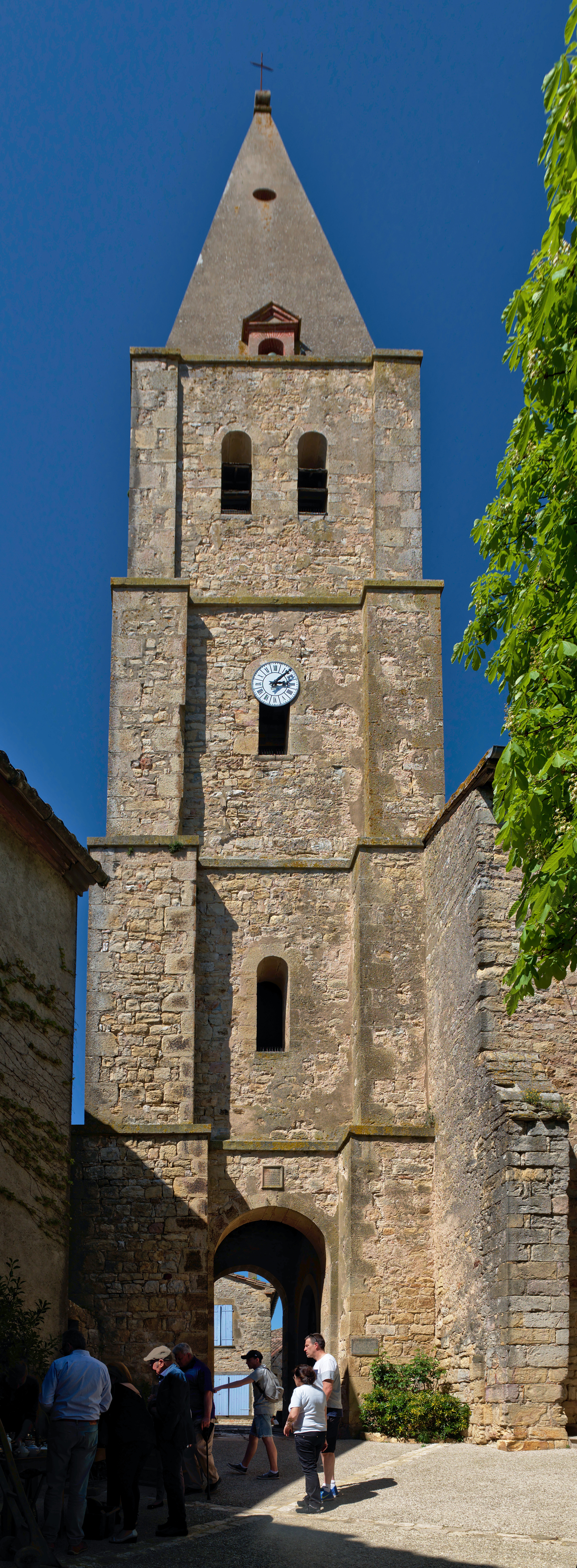
Église Saint-Corneille.
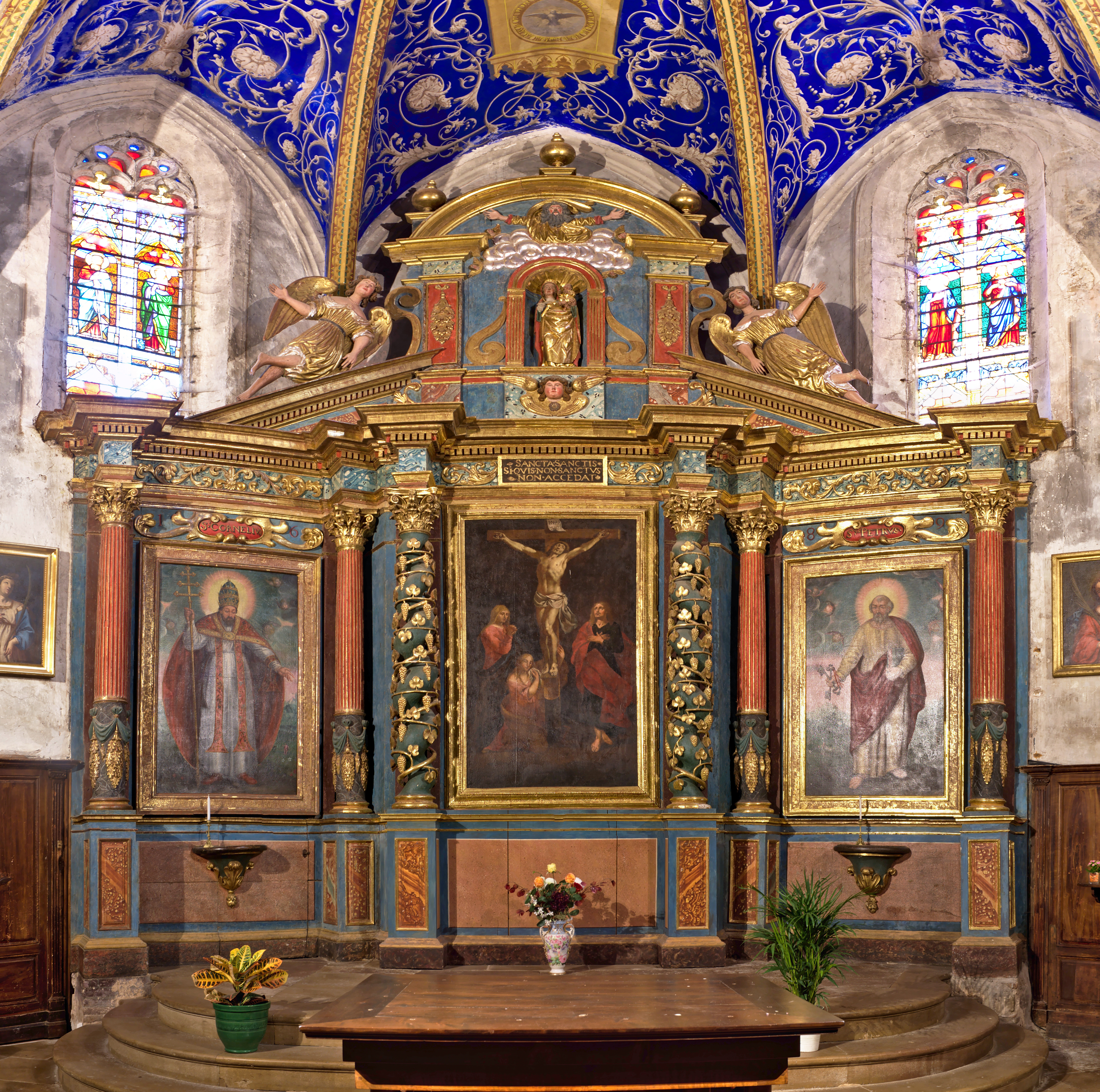
Autel de l'église Saint-Corneille.
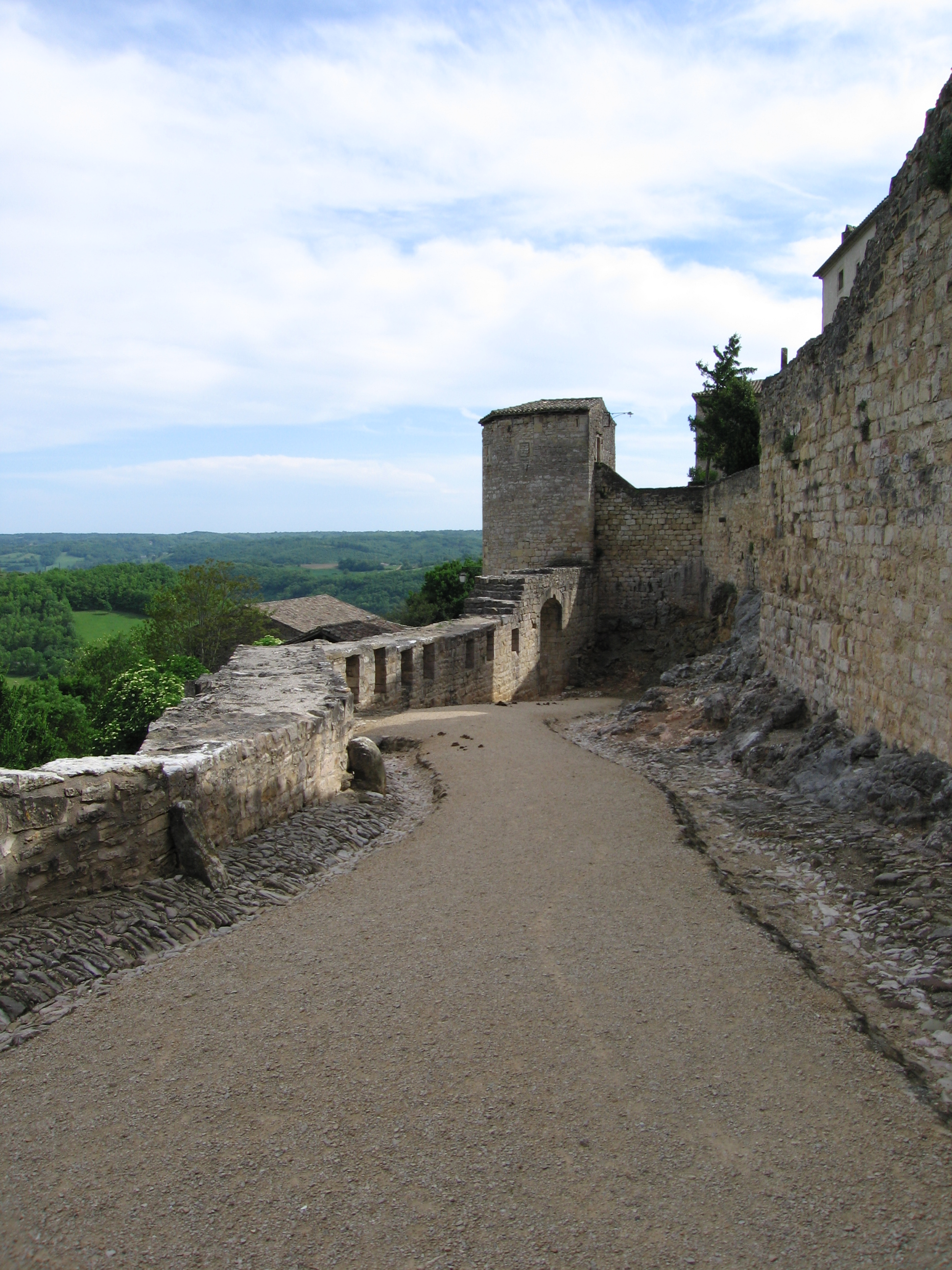
Porte de l'Irissou et tour de la prison.
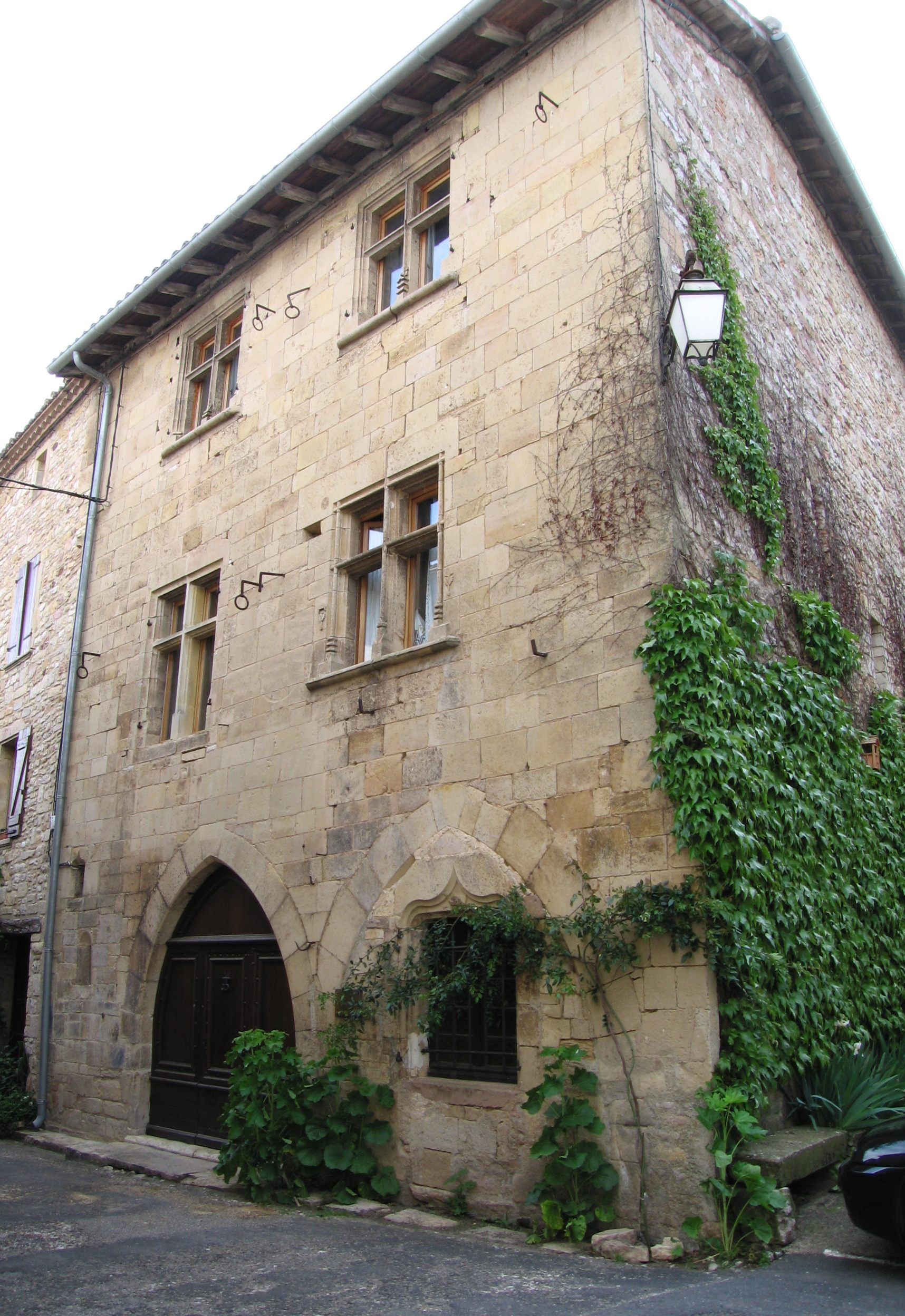
Maison Renaissance.
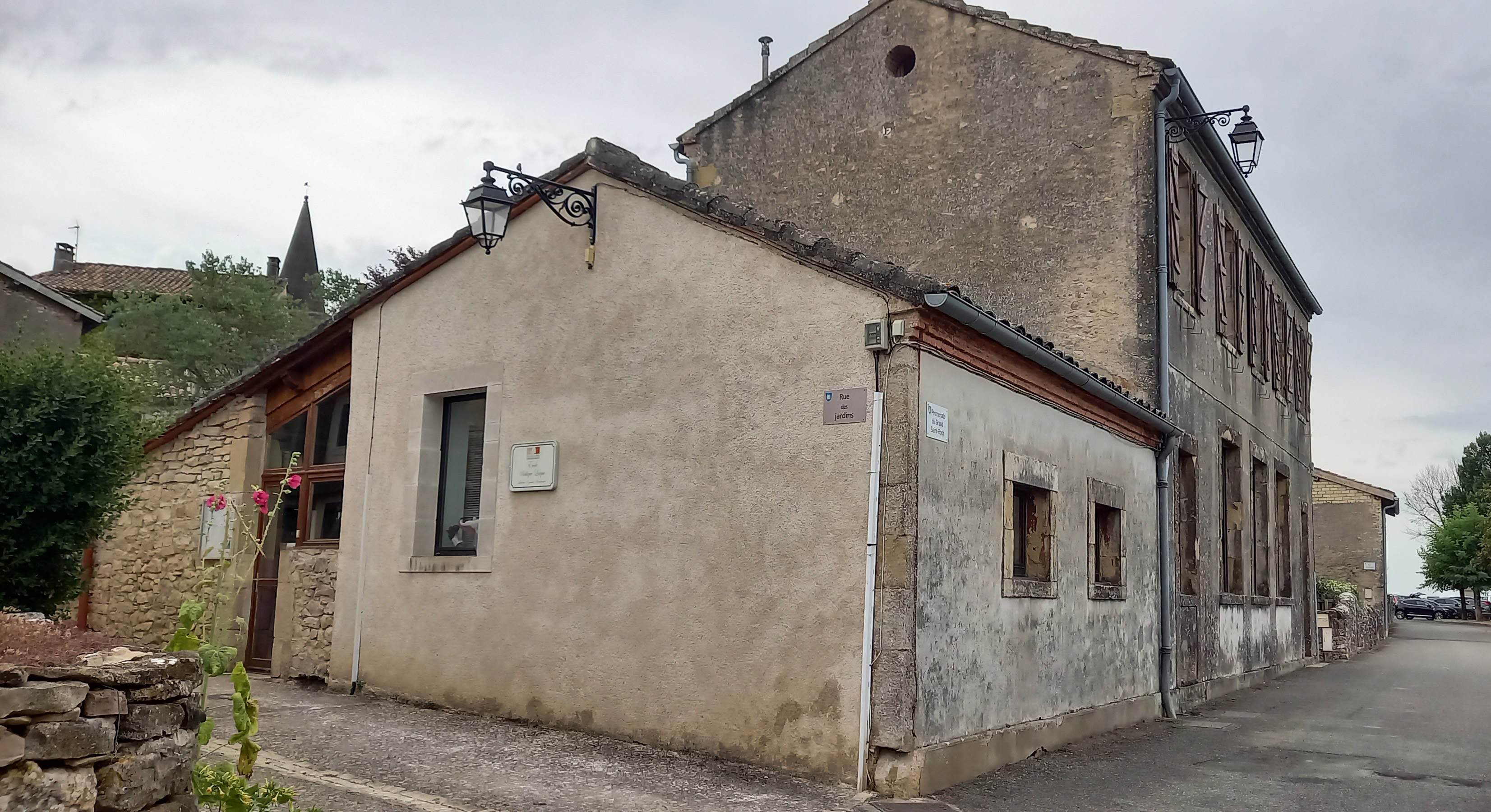
École.
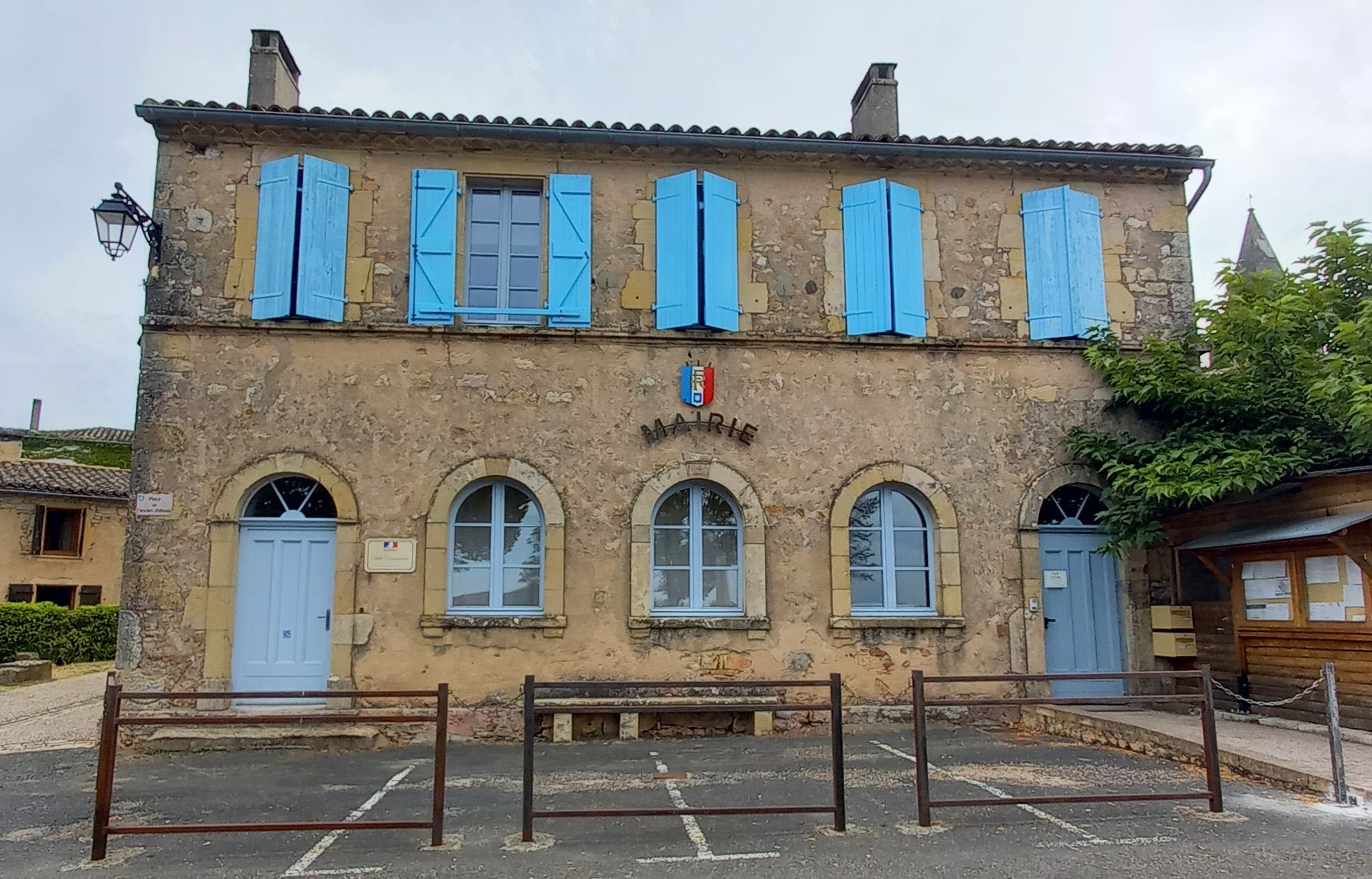
Mairie.
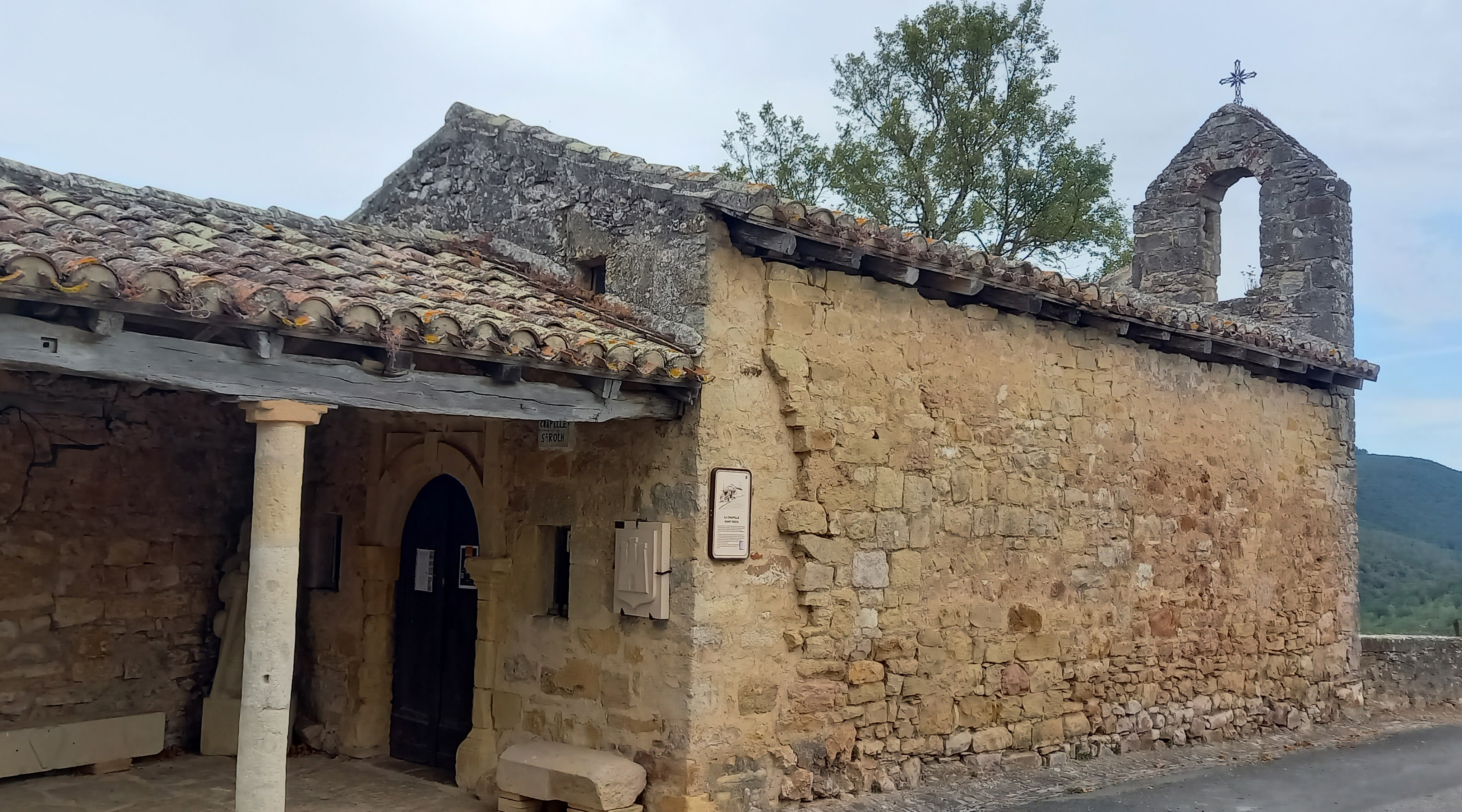
Chapelle Saint-Roch.
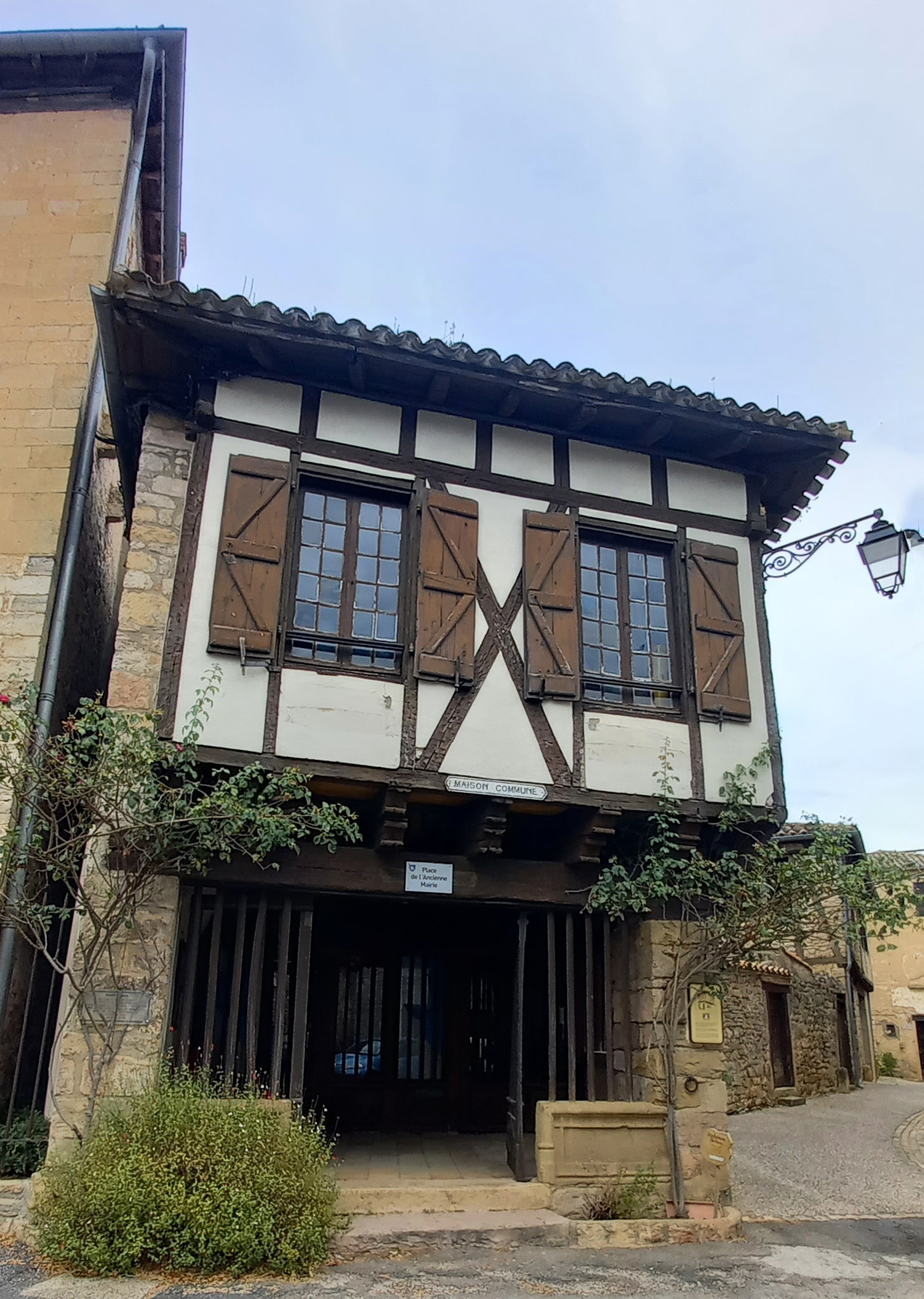
Maison commune.

### Personnalités liées à la commune
- Anne Duguël (autre nom de plume : Gudule), écrivaine. Elle a vécu de 2003 à 2015 à Puycelsi. « Devenue rapidement une figure du village, il n'était pas rare d'entendre des visiteurs demander : "C'est bien ici que vit l'écrivain ?" Avec son compagnon Sylvain Montagne, disparu en janvier 2013, Gudule aura fortement marqué le village de son empreinte, laissant, entre autres doux souvenirs, la bouquinerie Le Temps de Lire, où l'on pourra la retrouver encore longtemps, dans les textes, les livres, les histoires, ce à quoi elle avait consacré son existence. »[47]
- Reno et Mélaka, dessinateurs de bande dessinée[48].
- Olivier Ka, écrivain et scénariste de bande dessinée.
- Patrick Tort, philosophe, fondateur de l’Institut Charles Darwin International, lauréat de l’Académie des sciences.
- Cécile Ousset, pianiste concertiste.

### Autres
Le village est le lieu du tournage du film documentaire « La vie secrète des animaux du village ».